# Étienne-Thomas Girault de Villeneuve
Compléments
Girault traduisit en français le 'Noël huron' du père de Brébeuf
Étienne-Thomas Girault de Villeneuve, né le 18 décembre 1718 à Auxerre (France) et décédé le 8 octobre 1794 au collège jésuite du Québec (Canada), était un prêtre jésuite français, missionnaire en Nouvelle-France (aujourd'hui: Canada).

## Éléments biographiques
Entré dans la Compagnie de Jésus, Girault y est ordonné prêtre le 2 novembre 1738 avant de partir en Nouvelle-France (1754). 
Il est missionnaire auprès des Hurons  à la Jeune-Lorette (Loretteville) et aussi curé de Charlesbourg (régistres paroissiaux) .  Il recueillit auprès des Hurons de la Jeune-Lorette l'hymne 'Noël huron' attribué à saint Jean de Brébeuf et le traduisit en français.  Il aurait dressé en 1662 un tableau des migrations huronnes du Québec et écrit une lettre de concession territoriale aux Hurons.
Après la suppression de la Compagnie de Jésus en 1773, Girault continue son travail auprès des Hurons. Dernier survivant des missionnaires jésuites de la Nouvelle-France, il meurt le 8 octobre 1794.